# Puerta de Bilbao

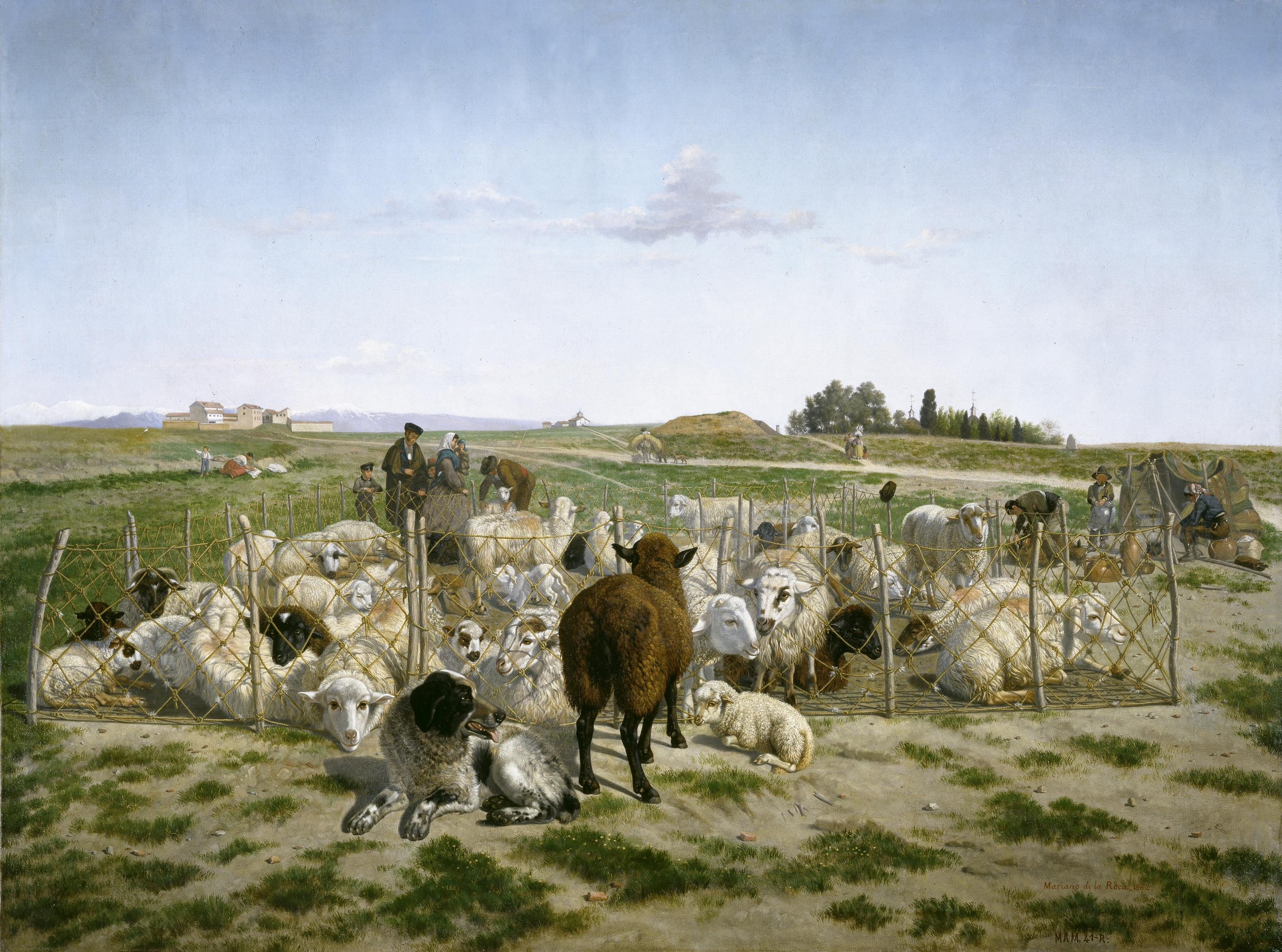
Un redil de ovejas en los alrededores de la Puerta de Bilbao, en Madrid, por Mariano de la Roca y Delgado. 1862. (Museo del Prado, Madrid).

La Puerta de Bilbao o Puerta de los Pozos de Nieve fue un acceso abierto en la cerca de Madrid. Se encontraba ubicada en el espacio de la actual Glorieta de Bilbao, siendo el punto extremo de la calle Fuencarral y acceso a la Carretera Real de Francia. 
La puerta es demolida en el año 1865 junto con otros portillos como el de Fuencarral y de San Bernardo. La denominación alternativa de Puerta de los Pozos de Nieve se debe a la existencia de unos pozos de nieve, ubicados en la zona y en propiedad de Paulo Charquías. Se encontraba en las cercanías el Convento Real de la Paciencia de Cristo. Recibe el nombre de Bilbao, a partir de 1837, en honor de la ciudad invicta durante la Primera Guerra Carlista.

## Historia
La primera Puerta de Bilbao fue construida en el año 1625 y se encontraba ubicada en la calle de Fuencarral (a la altura de la calle Divino Pastor). Por su salida se daba a la Carretera Real de Francia. Se denominó inicialmente como Puerta de los Pozos de Nieve o, de forma más abreviada, "de los Pozos", debido a la popularidad de los pozos subterráneos que se cargaban de nieve en invierno y que abastecían en los calurosos meses de verano a la ciudad, entregando hielo a establecimientos donde se elaboraban los granizados y refrescos. 
En 1690 se edificó la finca de Monteleón y la Puerta de Bilbao se reedificó más al norte con el objeto de incluir a dicha finca dentro del recinto de la cerca. En 1767 se encontraba completamente elaborada con piedra de sillería, compuesta de un arco de medio punto y dos arcos adintelados. A partir del año 1837 se la denominó puerta de Bilbao en recuerdo de la defensa que hizo esta ciudad durante la Primera Guerra Carlista, su lado exterior (el que mira fuera de la ciudad) tenía labrada la inscripción: «Puerta de Bilbao» y en su parte interior otra inscripción en la que se leía: 

«A los heroicos defensores y libertados de la invicta villa de Bilbao, los habitantes del pueblo de Madrid».

Entre esta puerta de Bilbao, y la de Santa Bárbara se encontraba el popular Jardín de Apolo, ubicado a mediados del siglo XIX en las afueras de la ciudad. La puerta es derribada en 1865, dando lugar a la actual Glorieta de Bilbao.